# Cmentarz Piskariowski
Cmentarz Piskariowski (ros. Пискарёвское мемориальное кладбище) – cmentarz w Petersburgu; jedno z miejsc masowych pochówków w czasie blokady Leningradu, największy na świecie cmentarz ofiar II wojny światowej, cmentarz-muzeum.

## Historia
Cmentarz Piskariowski założono w latach 30. XX wieku na północnym krańcu ówczesnego Leningradu. Nazwa cmentarza pochodzi od nazwy niedaleko leżącej wówczas wsi Piskariowka, obecnie okręgu miejskiego Sankt Petersburga. Początkowo służył pochówkom mieszkańców; w czasie wojny zimowej grzebano tam również poległych żołnierzy.
W czasie blokady Leningradu pochowano tam około 470 tysięcy mieszkańców, zmarłych od głodu, zimna, chorób i bombardowań, oraz około 50 tysięcy żołnierzy. W ten sposób miejsce to stało się największym na świecie cmentarzem ofiar II wojny światowej. W najtrudniejszym momencie lutego 1942 napływ zwłok na cmentarz był tak wielki, że oczekiwały one na pochówek ułożone w rzędy wysokie na dwa metry, a długie na dwieście metrów, a było ich 20–25 tysięcy. Tylko 20 lutego 1942 na cmentarzu pochowano 10 tysięcy osób. Szacuje się, że zbiorowych mogił na terenie cmentarza było 433.
W 1945 roku rozpisano konkurs na projekt Memoriału, w 1956 roku rozpoczęto budowę według projektu Jewgienija Lewinsona, a otwarcia kompleksu dokonano 9 maja 1960 roku. Przy wejściu znajduje się tablica pamiątkowa z liczbą zabitych i zmarłych w czasie blokady. Zwiedzający, idąc 480-metrową aleją, podążają ku pomnikowi Matki-Ojczyzny, na którego fryzie umieszczono napis „Nikt nie jest zapomniany, nic nie jest zapomniane”. Masowe groby – 186 dużych, pokrytych trawą kopców, przypisanych do poszczególnych lat (w dużej mierze symbolicznie, gdyż pochówki nie były starannie rozgraniczane w czasie), tworzą długi rząd ciągnący się wzdłuż głównej alei cmentarza, przy której znajduje się również wieczny znicz. Jak na radzieckie standardy, cmentarz jest kompleksem raczej skromnym, przewidzianym bardziej jako miejsce opłakiwania zmarłych niż świętowania zwycięstwa.
24 stycznia 2004 roku, dla uczczenia 60. rocznicy zniesienia blokady, na Cmentarzu wmurowano tablicę pamiątkową upamiętniającą polskich obrońców Leningradu, ufundowaną przez polskie Ministerstwo Spraw Zagranicznych. Aktu tego dokonano w czasie uroczystej ceremonii z udziałem władz, weteranów, duchownych i mediów. Polaków w Armii Czerwonej biorących udział w obronie Leningradu było ok. 2,5 tys. Podobne tablice odsłonięto później i ku czci poległych innych narodowości, lecz ta upamiętniająca Polaków była pierwsza.